# Baltasar Silva
Héctor Baltasar Silva Cabrera (Tacuarembó, Uruguay, 19 de noviembre de 1984) es un futbolista uruguayo. Juega como defensor y su primer equipo fue Tacuarembó. Actualmente se desempeña en Tacuarembó Fútbol Club de la Segunda División Profesional de Uruguay.

## Clubes
| Club                           | País      | Año           | PJ | Goles |
| ------------------------------ | --------- | ------------- | -- | ----- |
| Tacuarembó                     | Uruguay   | 2004-2009     | 13 | 1     |
| River Plate                    | Uruguay   | 2010-2012     | 57 | 0     |
| Peñarol                        | Uruguay   | 2013-2015     | 32 | 2     |
| Cerro                          | Uruguay   | 2015          | 18 | 0     |
| Juventud Unida de Gualeguaychú | Argentina | 2016          | 4  | 0     |
| Plaza Colonia                  | Uruguay   | 2016-2018     | 37 | 0     |
| Tacuarembó                     | Uruguay   | 2018-presente | 71 | 2     |

## Palmarés
| Título                   | Club       | País    | Año     |
| ------------------------ | ---------- | ------- | ------- |
| Primera División         | Peñarol    | Uruguay | 2012-13 |
| Primera División Amateur | Tacuarembó | Uruguay | 2022    |